# Nœud de pendu
Le nœud de pendu est un type de nœud facilitant l'exécution par pendaison et qui aurait été mis au point par Jack Knight, bourreau du XVIIe siècle à Londres.
La multiplication des tours de corde induit une grande surface de contact avec la partie coulissante et donc une friction importante qui rend le nœud difficile à serrer manuellement.
Techniquement, il s'agit d'un nœud en queue de singe gansé dont on a inversé le courant et le dormant.

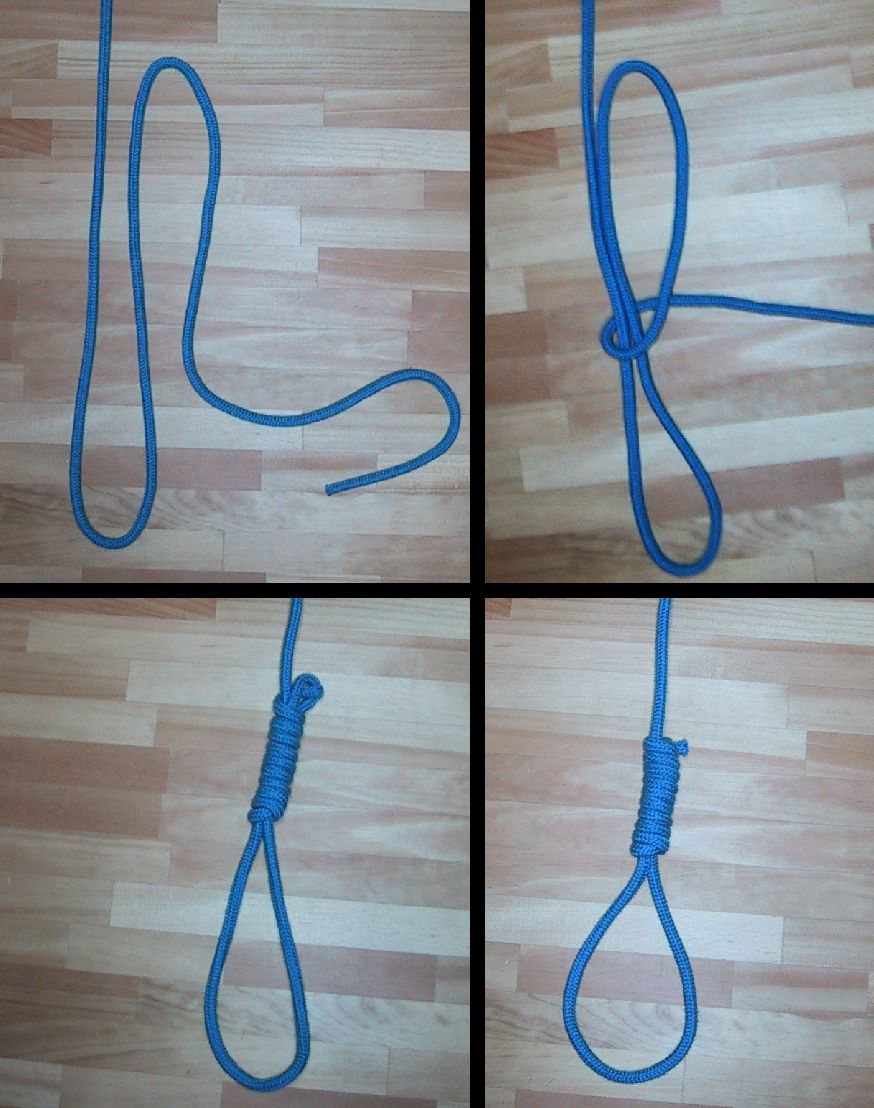
Comment faire un tel nœud.
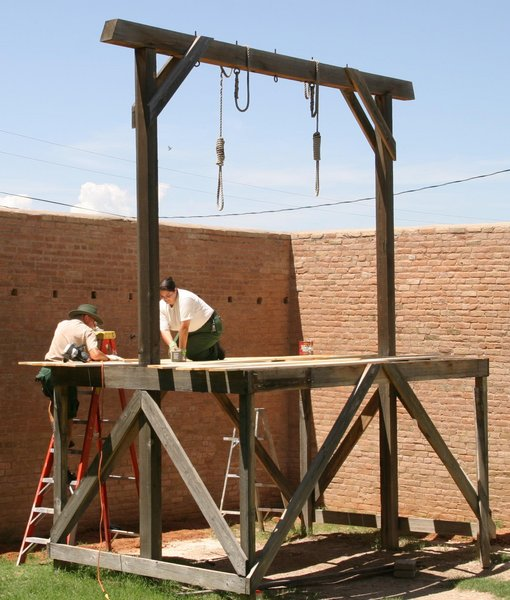
Une potence.
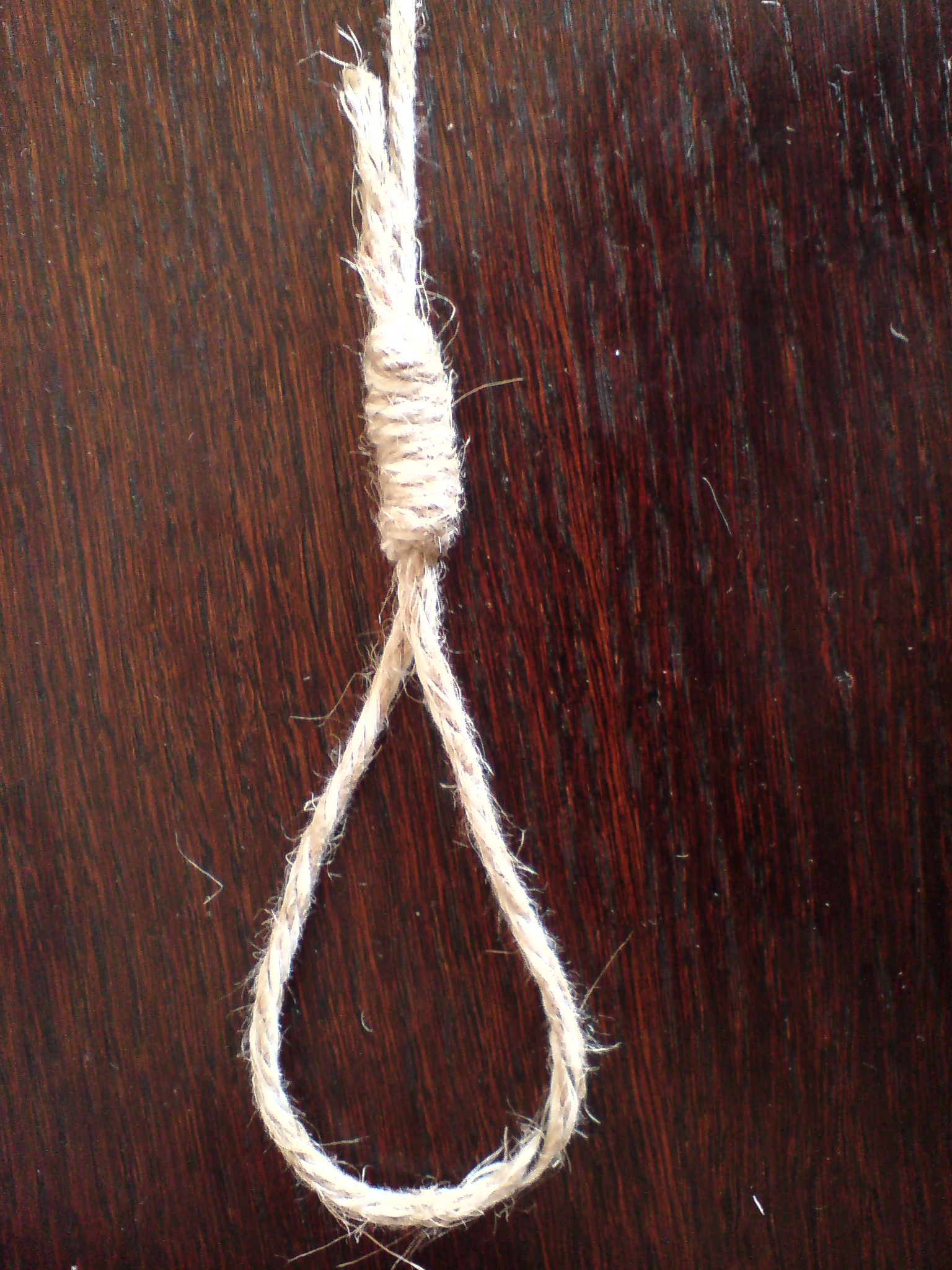
Ce nœud de pendu est fait avec de la ficelle. La corde est recommandable pour éviter les effets de torsion et de frottements.